# Jacopo da Pecorara
Giacomo Pecorara (o de Pecoraria) (Piacenza o Cicogni, 1170 circa – Roma, 25 giugno 1244) è stato un cardinale italiano, creato tale da papa Gregorio IX; apparteneva all'Ordine Cistercense.

## Biografia
Nacque intorno al 1170 a Piacenza o Cicogni, da famiglia nobile, e intraprese presto la carriera ecclesiastica come chierico nella chiesa piacentina di San Donnino; tra il 1211 e il 1219 fu arcidiacono presso il capitolo della cattedrale di Ravenna. Intorno al 1215, recatosi in Francia, entrò nell'Ordine Cistercense nell'Abbazia di Clairvaux e fu consacrato sacerdote intorno al 1220. Recatosi successivamente a Roma, ricoprì alcuni prestigiosi incarichi curiali, tra i quali spicca quello di uditore presso il Tribunale della Rota Romana, la cosiddetta Sacra Rota.
Nel 1231 fu eletto abate dell'Abbazia delle Tre Fontane, presso Roma, e, nel concistoro del settembre dello stesso anno, Gregorio IX lo creò cardinale, con titolo di Cardinale vescovo di Palestrina.
Dal 1236 le sue vicende si incrociarono con quelle del giovane canonico piacentino Tedaldo Visconti, il futuro Gregorio X, che era forse suo lontano parente e di cui il cardinale apprezzò doti e personalità, tanto da prenderlo al suo servizio dopo pochi mesi. Intanto, tra il 1231 e il 1238 papa Gregorio IX lo inviò come legato pontificio in alcune importanti e delicate missioni diplomatiche prima presso l'imperatore Federico II di Svevia, poi in Ungheria, quindi in Spagna, in Toscana e in Lombardia. In quegli anni Giacomo si mise più volte in contrapposizione con l'imperatore e la sua parte, che erano d'altronde in grave dissidio con il papa; il cardinale favorì così, soprattutto nella zona di Piacenza, gli oppositori del partito imperiale. Nel 1239, dopo la scomunica scagliata da Gregorio IX contro Federico II, il papa inviò il cardinale in Francia come suo legato nell'importante missione che doveva porre le basi per trovare un successore all'imperatore; la missione non fu facile perché il porporato e il suo accompagnatore Tedaldo, braccati dagli uomini di Federico II, furono costretti a travestirsi da pellegrini per arrivare a Genova e raggiungere da lì la Francia via mare. Questa ambasceria non produsse grandi risultati, tanto che, nell'aprile del 1241, il cardinale prese la via del ritorno a Roma, dove il papa aveva indetto un concilio ecumenico per prendere drastiche misure contro l'imperatore; ma Federico II, conosciute le intenzioni del papa, inviò la flotta pisana, sua alleata, a intercettare le navi genovesi che portavano a Civitavecchia il Pecorara e numerosi altri prelati. Il 3 maggio 1241, presso l'Isola del Giglio, dopo una cruenta battaglia, i pisani - che avevano forze nettamente superiori ed erano guidati dal figlio dell'imperatore, re Enzo di Sardegna - catturarono il cardinale Pecorara, il cardinale Ottone da Tonengo, cappellano del papa, e moltissimi altri prelati. L'imperatore, affidatili al suo carceriere Dipoldo di Dragoni, sottopose i due cardinali a carcere duro, prima a Pisa e poi a San Miniato (li definì ironicamente legati ligati); liberò, con buona probabilità, il Pecorara a Tivoli il 22 agosto 1241, il giorno della morte di Gregorio IX.
Successivamente, non è certo che il cardinale abbia partecipato all'elezione di Celestino IV nello stesso 1241, mentre prese certamente parte all'elezione di Innocenzo IV, che avvenne il 25 giugno 1243, dopo una sede vacante di oltre 19 mesi. Il nuovo pontefice lo nominò cardinale Vicario per la diocesi di Roma, riconoscendogli grandi doti di bontà, saggezza e onestà. I romani lo amarono molto per la sua dolcezza e umanità e lo definirono un angelo venuto dal cielo. Stanco e malato, il vecchio cardinale morì a Roma il 25 giugno 1244. I suoi resti mortali riposano nell'Abbazia di Clairvaux, tranne una parte del capo e un dito che sono conservati in un'urna marmorea in una cappella del Duomo di Piacenza.

## Maestro di un Papa
Si è sopra accennato al rapporto che il cardinale Giacomo Pecorara ebbe con Gregorio X, quando questi era ancora il giovane canonico Tedaldo Visconti. Il Visconti era forse lontano parente del cardinale, che lo conobbe comunque bene in occasione di un suo lungo soggiorno a Piacenza nel 1236, causato dall'elezione del nuovo vescovo della diocesi piacentina: in quei giorni il prelato apprezzò molto le doti di serietà ed equilibrio del giovane ecclesiastico e lo volle con sé come maggiordomo, termine che all'epoca indicava una sorta di segretario-tuttofare. Fu benefica per Tedaldo la quotidiana frequentazione con questo porporato che sapeva armonizzare la sua innata e dolce umanità con una fine saggezza diplomatica: in questa ottica si rivelò di grande importanza la prestigiosa missione svolta in Francia dal porporato come legato pontificio nel 1239-1241, alla quale prese parte il Visconti che, durante quell'ambasceria, ottenne -per le pressioni del Pecorara- un canonicato presso l'arcidiocesi di Lione e un arcidiaconato presso la diocesi di Liegi. A questi due impegni Tedaldo si dedicherà con dedizione dopo la morte del cardinale, che egli assistette con affetto fino alla fine, continuando ad apprendere da Jacopo tanti insegnamenti che saprà usare quando, divenuto Gregorio X, guiderà la Chiesa in uno dei migliori pontificati di quel periodo storico.